# آثار مدينة صور

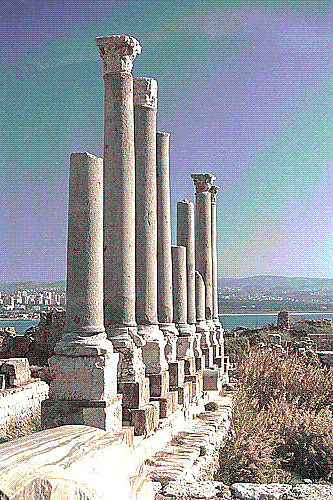

آثار مدينة صور هي مجموع من المواقع الأثرية في مدينة صور في جنوب لبنان. تقوم الحكومة اللبنانية ومنذ أربعينيات القرن العشرين بحملات تنقيب واسعة في نطاق المدينة الفينيقية بحثاً عن آثار المدينة وتاريخها. في العام 1979 أدرجت منظمة الأنيسكو التابعة للأمم المتحدة، مدينة صور على لائحة مواقع التراث العالمي.

## القطاعات الأثرية
تركزت التنقيبات في المدينة على ثلاث قطاعاتمن المدينة القديمة والوسيطة.

### القطاع الأول
يحتل القطاع الأول جزءاً من الموقع الذي كانت تقوم عليه في المدينة البحرية التي كانت مبنية على جزيرة قبل أن يقوم الإسكندر المقدوني بردم البحر ووصلها بالبر المقابل. أظهرت التنقيبات أن المدينة البحرية القديمة تكونت من أحياء سكنيّة والحمامات العامة والمجمّعات الرياضية والشوارع ذات الأروقة وذات الأرضية المرصوفة بالفسيفساء. وتعود تلك المنشآت بمجملها إلى العصور الرومانية والبيزنطية، ناهيك ببعض بقايا أرصفة المرفأ الفينيقي الجنوبي، أو المرفأ المصري، التي ما تزال منتشرة قرب الشاطئ.

### القطاع الثاني
يقع القطاع الثاني إلى الغرب من القطاع الأول يتمحور على بقايا كاتدرائية صور الصليبية التي استخدمت في عمارتها أعمدة من الغرانيت الأحمر وأحجار تم استخراجها في حينه من المنشآت الرومانية. وتنتشر حول الكنيسة، وعلى مستويات أدنى منها، شبكة من الطرق والمساكن التي تعود إلى العصور الرومانية والبيزنطية.

### القطاع الثالث
ومركز القطاع الثالث إلى الشرق من القطاعين السابقين، ويسمى موقع البص، ويتألف من شارع رئيسي يتجه من الشرق إلى الغرب ويصل المدينة بضاحيتها الشرقية. وقد أقيم هذا الشارع في العصر الروماني، وجرى ترميمه في العصر البيزنطي، في وسط البرزخ الذي أنشأه الاسكندر الكبير. وتحيط بجانبي هذا الشارع الأروقة، ويقطعه قوس نصر عظيم ذي ثلاثة مداخل، وتجري على جانبه الجنوبي قناة معلّقة على قناطر كانت معدّة لجر مياه نبع رأس العين إلى المدينة. وعلى جانبي الشارع مدافن واسعة تتداخل فيها العمائر الجنائزية والتوابيت الرخامية والكلسية والبازالتيّة ذات الأشكال والزخارف والمنحوتات المختلفة. وقد دامت فترة استخدام هذه الجبّانة من القرن الثاني إلى القرن السادس الميلادي. وإلى الجهة الجنوبية من المدافن، يقوم مضمار سباق عربات الخيل الذي تم ترميم بعض أجزائه. ويبلغ طول هذا الميدان 480 متراً وكان يتسع لنحو 20 ألف مشاهد.

### الأسواق القديمة
في منطقة الأسواق القديمة يرتفع خان ومنزل قديم وجميل من من العهد العثماني. ومسجد الطائفة الشيعية ذي القبتين والعمارة الرائعة والمسجد الكبير للطائفة السنية. بالقرب من السوق، يوجد مرفأ الصيد القديم الذي حل مكان المرفا الفينيقي الشمالي، الذي كان يعرف بسبب موقعه بالمرفأ الصيدوني. ويقود الطريق الملازم للرصيف إلى الحي المسيحي الذي لا يزال يحتفظ بأزقته وأبنيته ذات النمط التقليدي. وقد يفاجئك وهناك برج مراقبة من العصر الصليبي في أحد البساتين، وبرج آخر على مقربة من المنارة.

### «برج الجزائريين» التاريخي
تم الكشف عن برج أثري جديد في محيط ساحة جنبلاط في مدينة صور سمي باسم «برج الجزائريين» وهو برج مشار اليه في خرائط قديمة لمدينة صور تعود إلى القرنين الثامن عشر والتاسع عشر الميلاديتين ويرجح الأخصائيون ان البرج قد بني خلال عصر الفرنجة أي في الفترة الممتدة بين القرنين 12 م ـ 13 م. وقد عثر المنقبون ضمن الموقع على طبقات اثرية تعود إلى عصور أكثر قدمًا ومنها قناة للمياه وغرف مختلفة الأنواع.

## معرض الصور

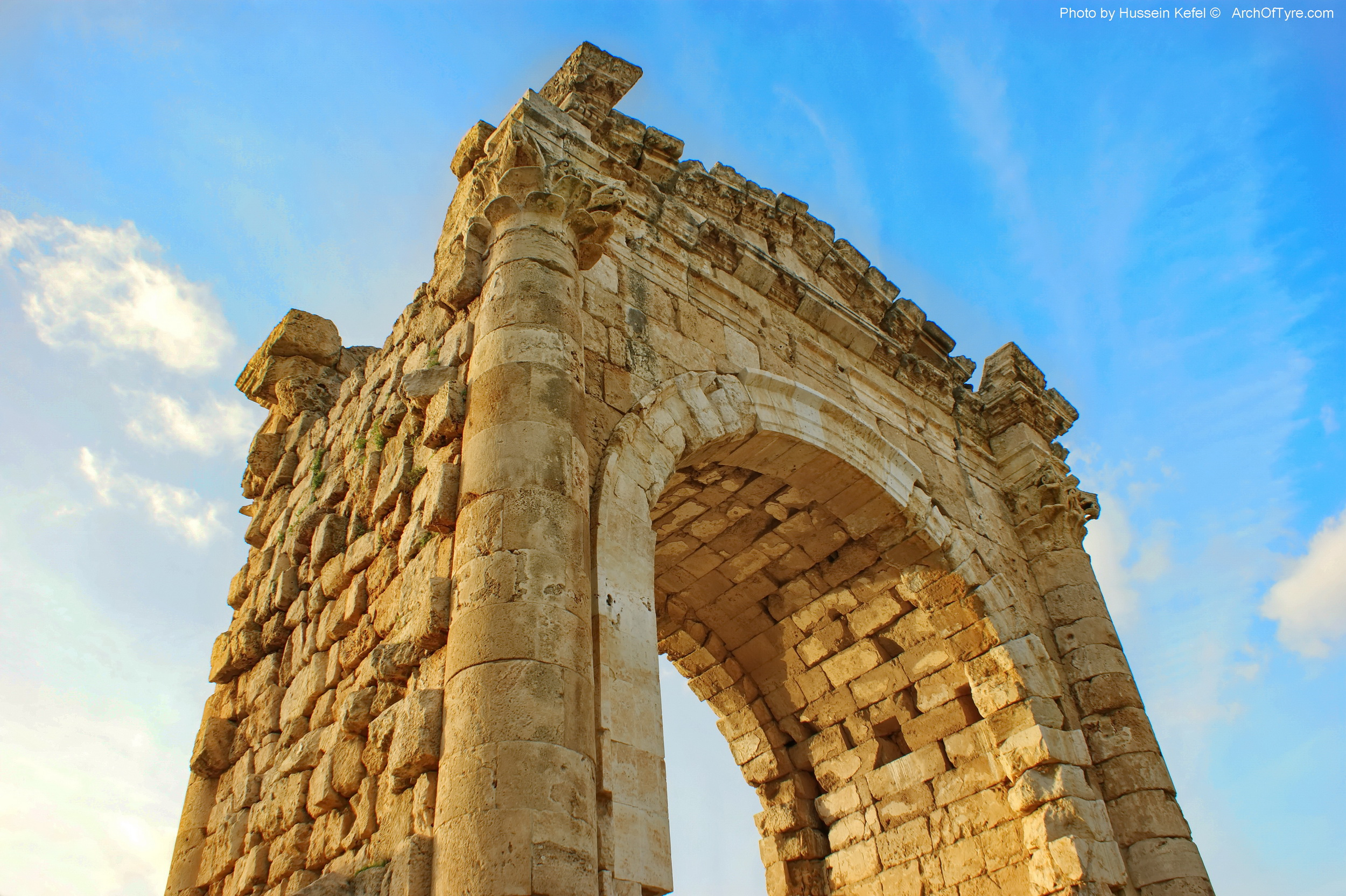
قوس النصر الروماني
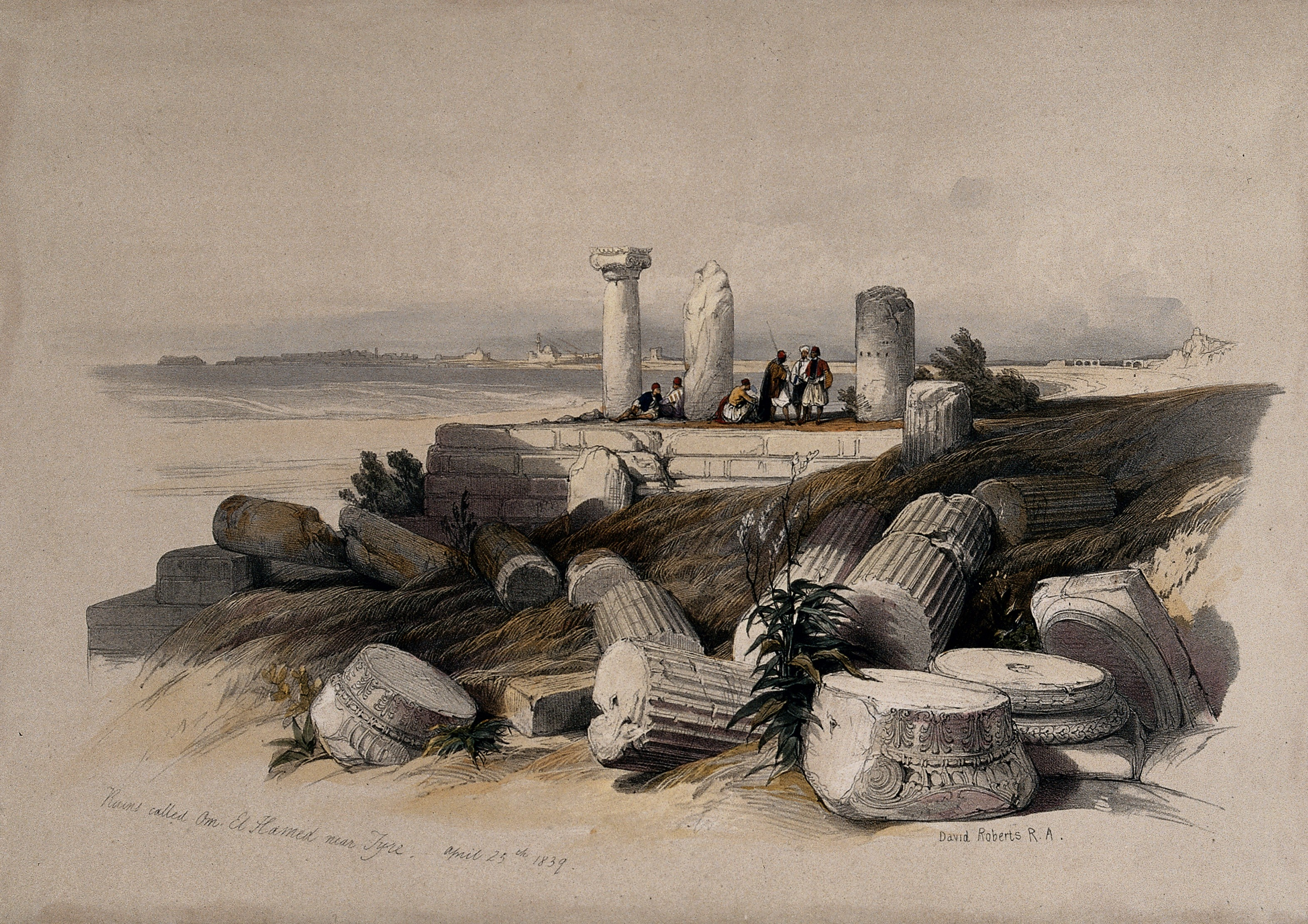
معبد أم الحامد في صور
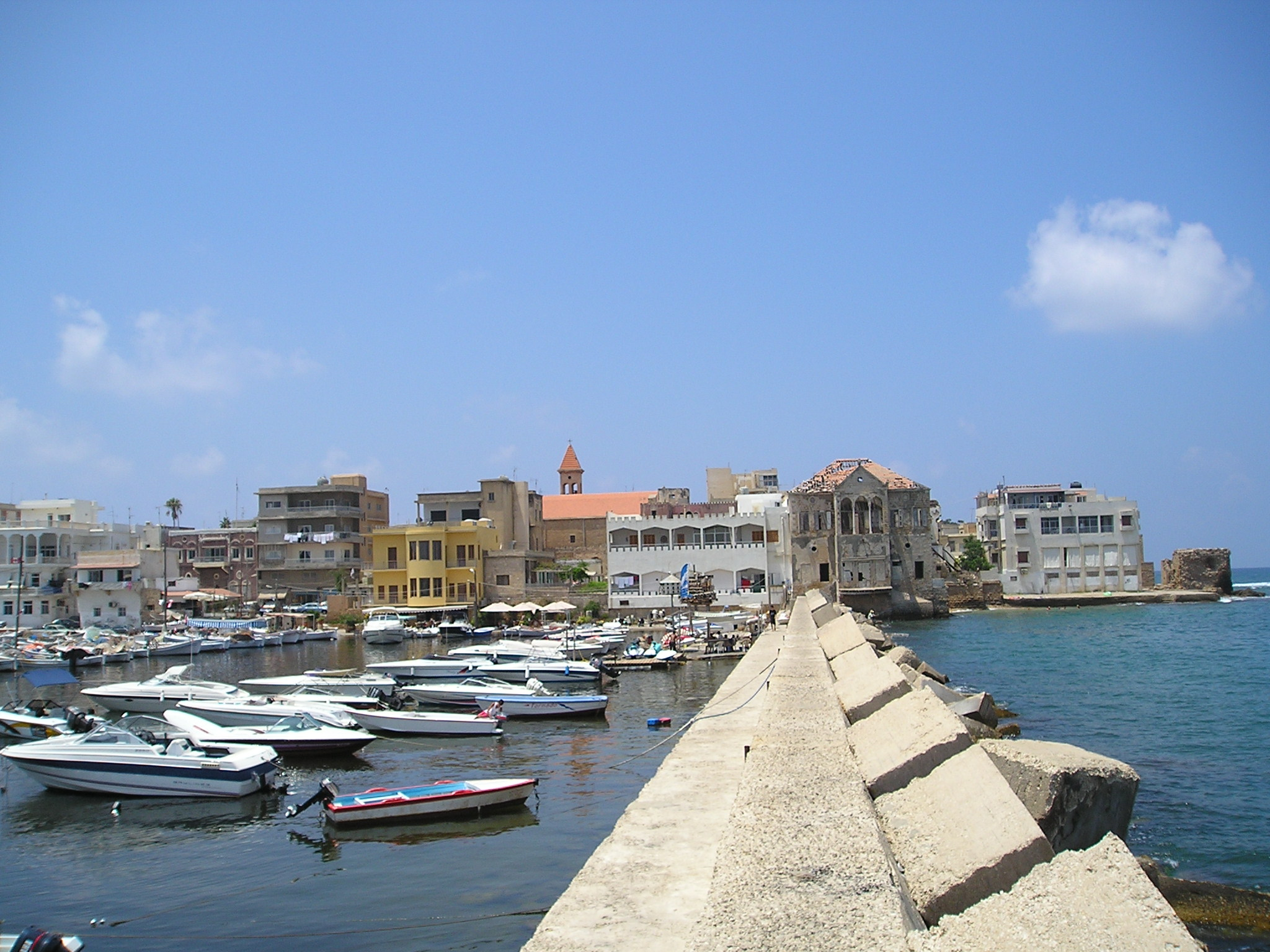
الحي المسيحي في مدينة صور
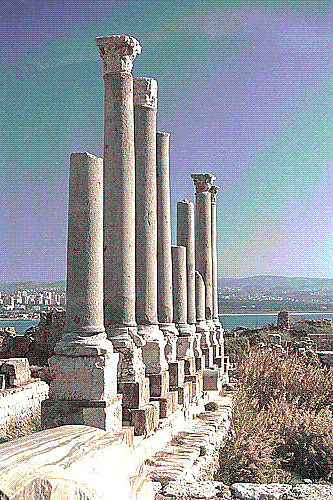
آعمدة صور
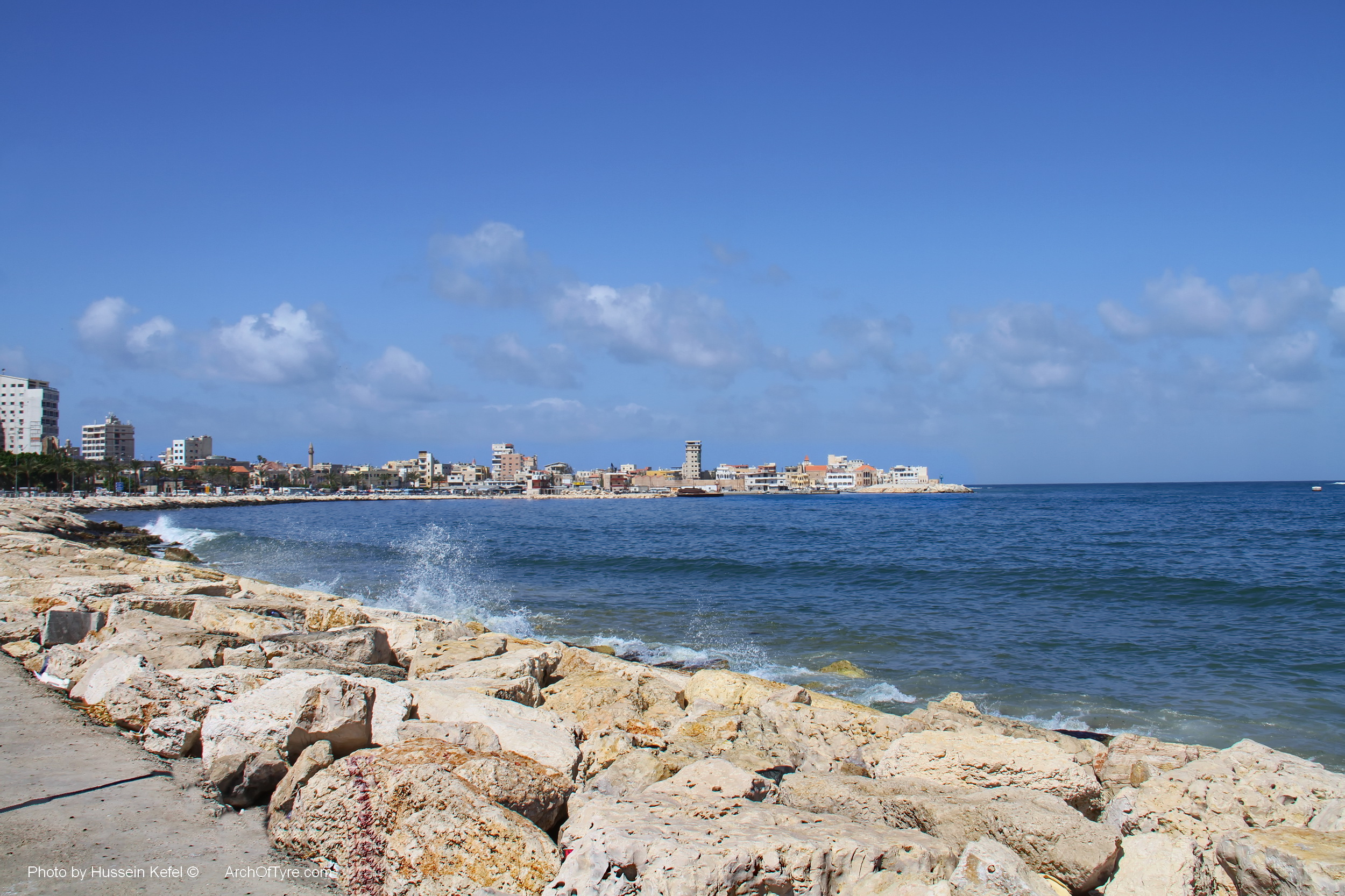
الممر البحري المؤدي إلى صور البحرية
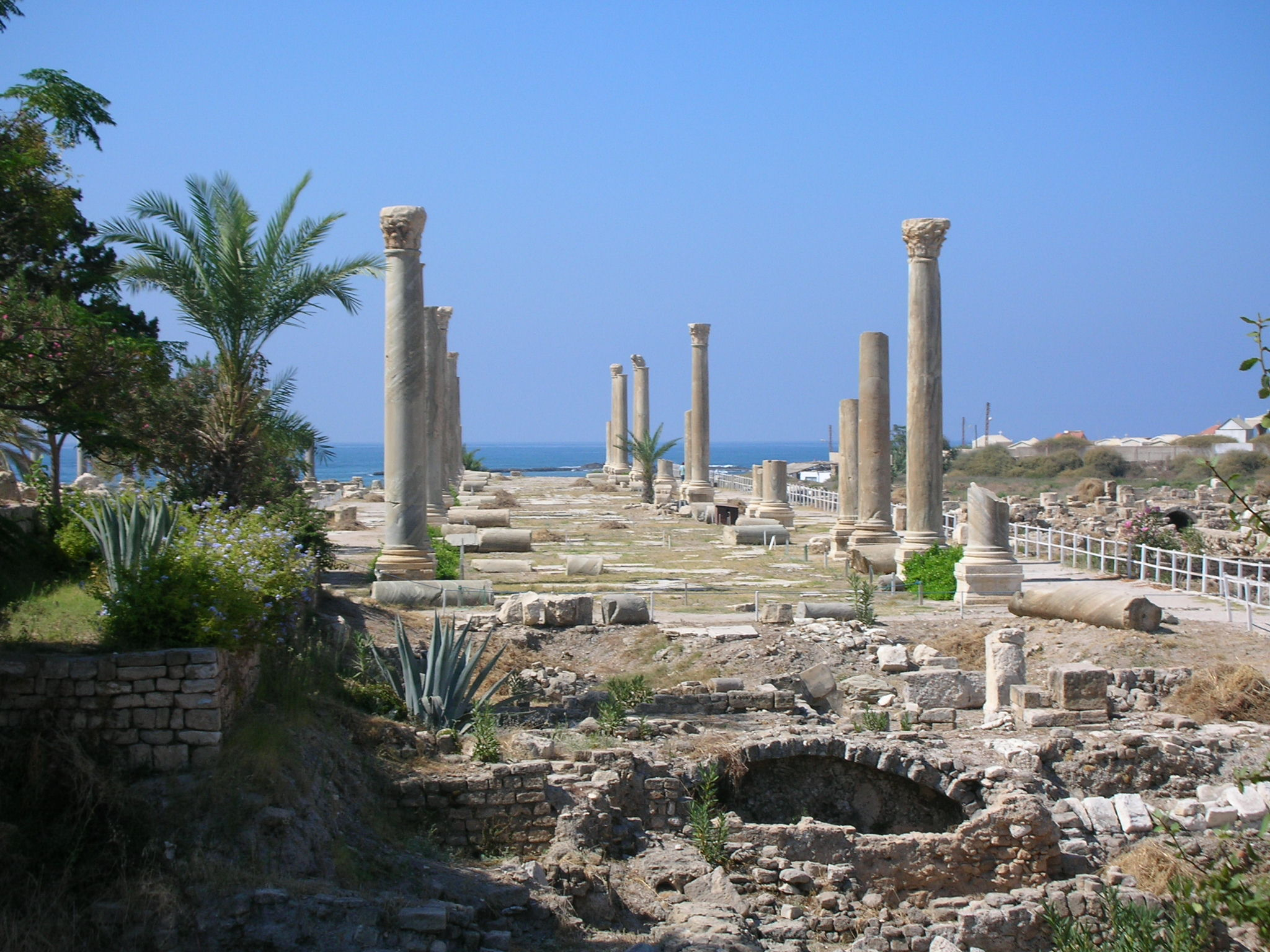
أعمدة صور
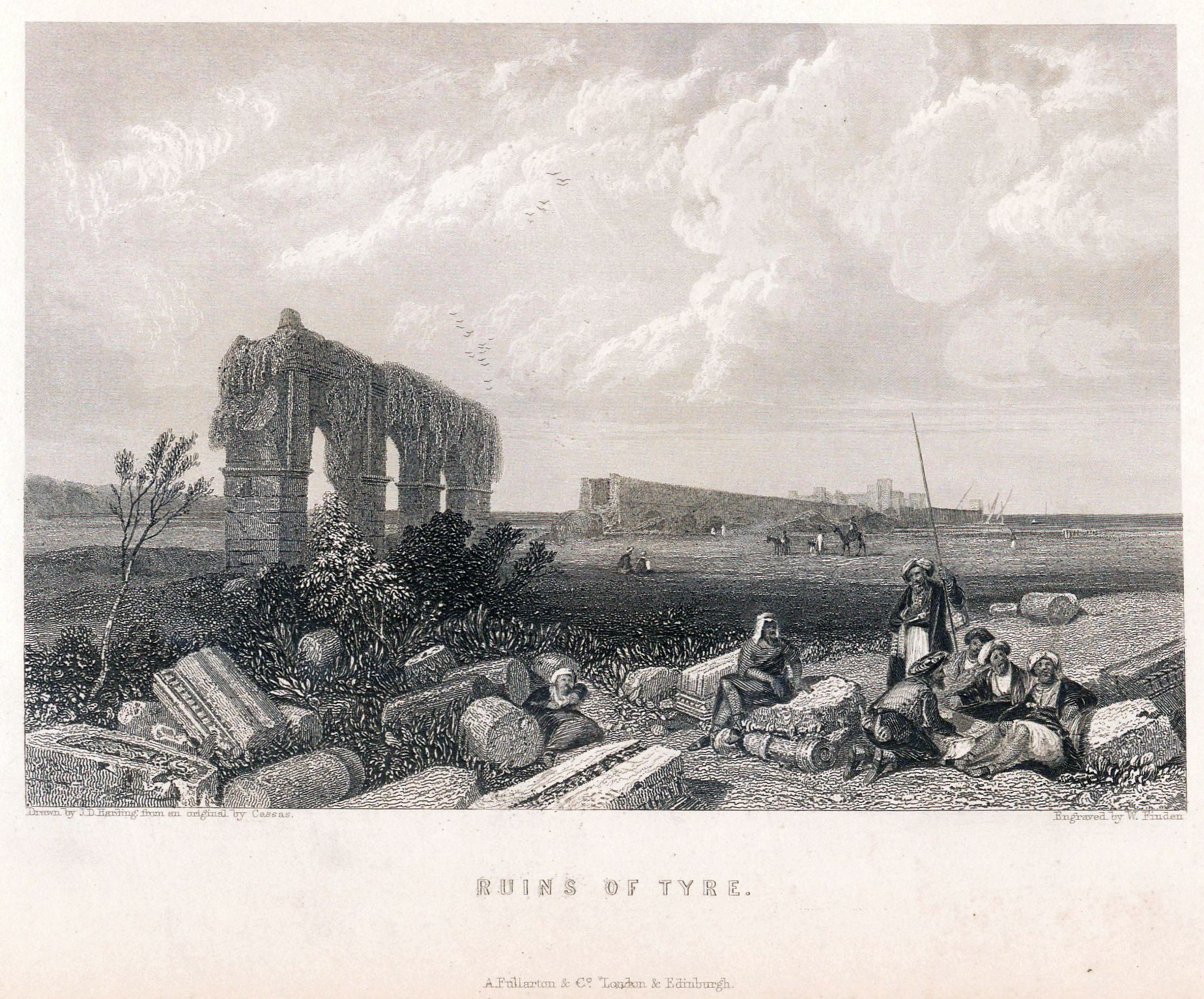
من أثار مدينة صور
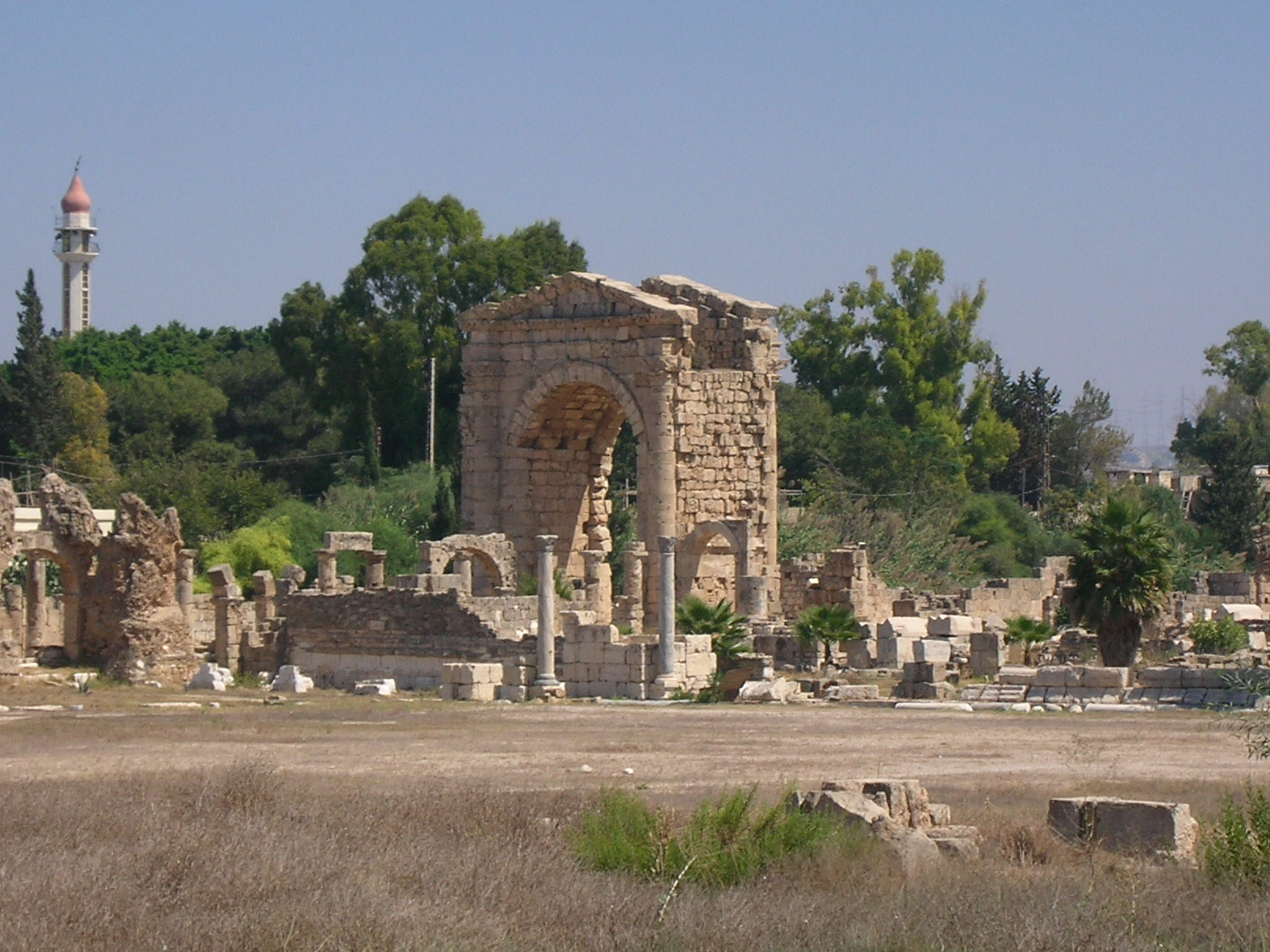
قوس النصر الثلاثي الفتحات
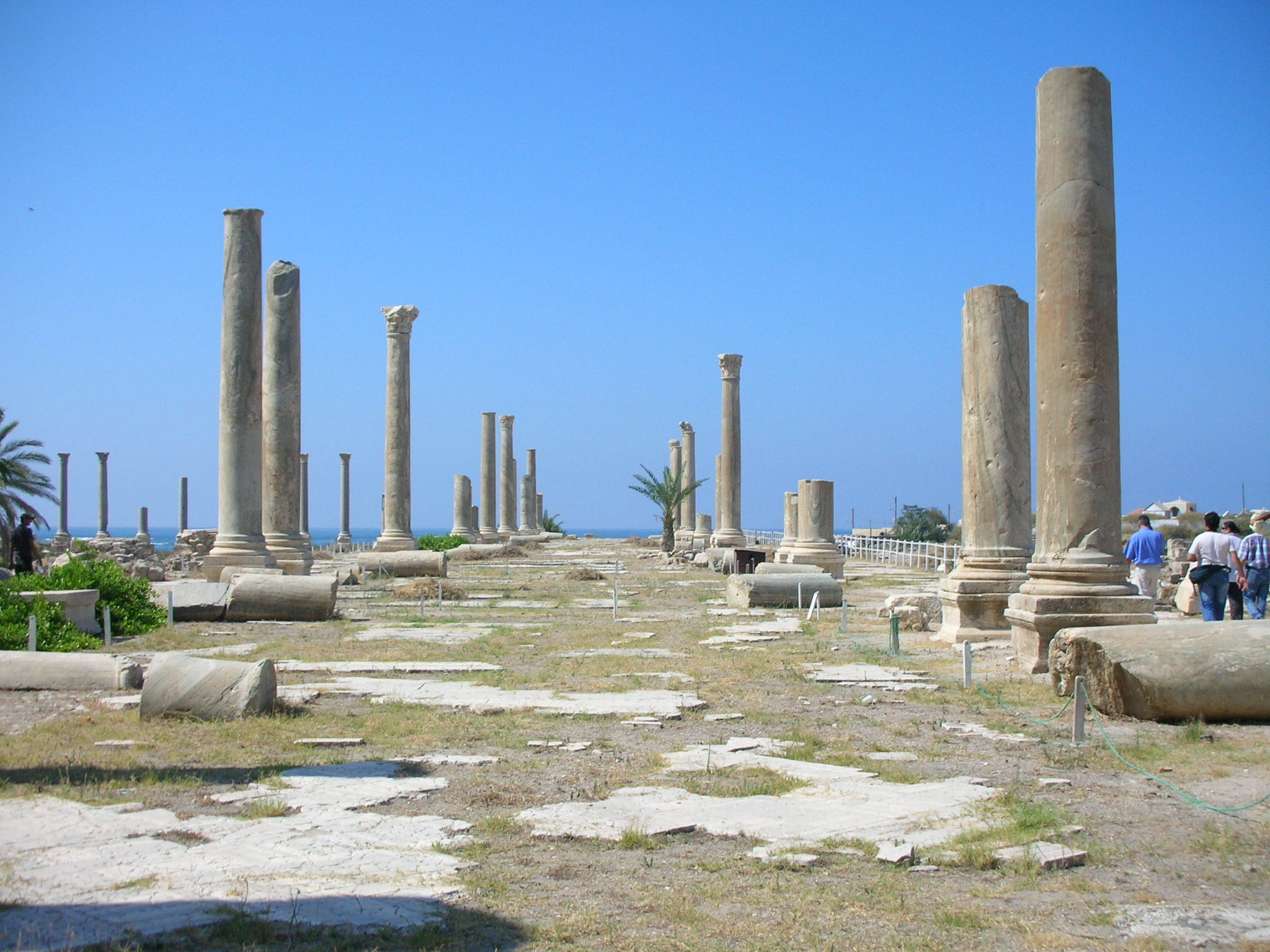
أعمدة صور
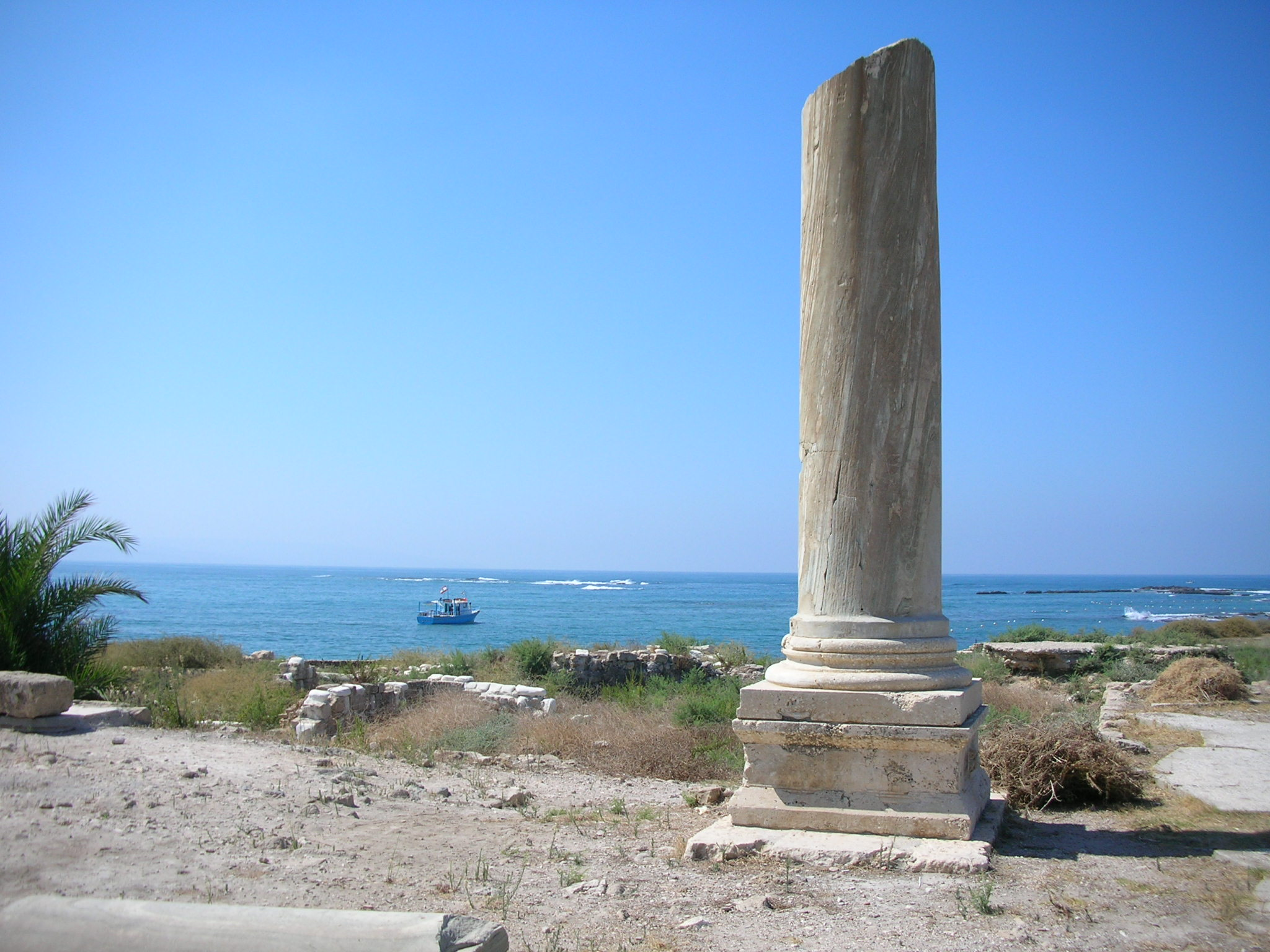
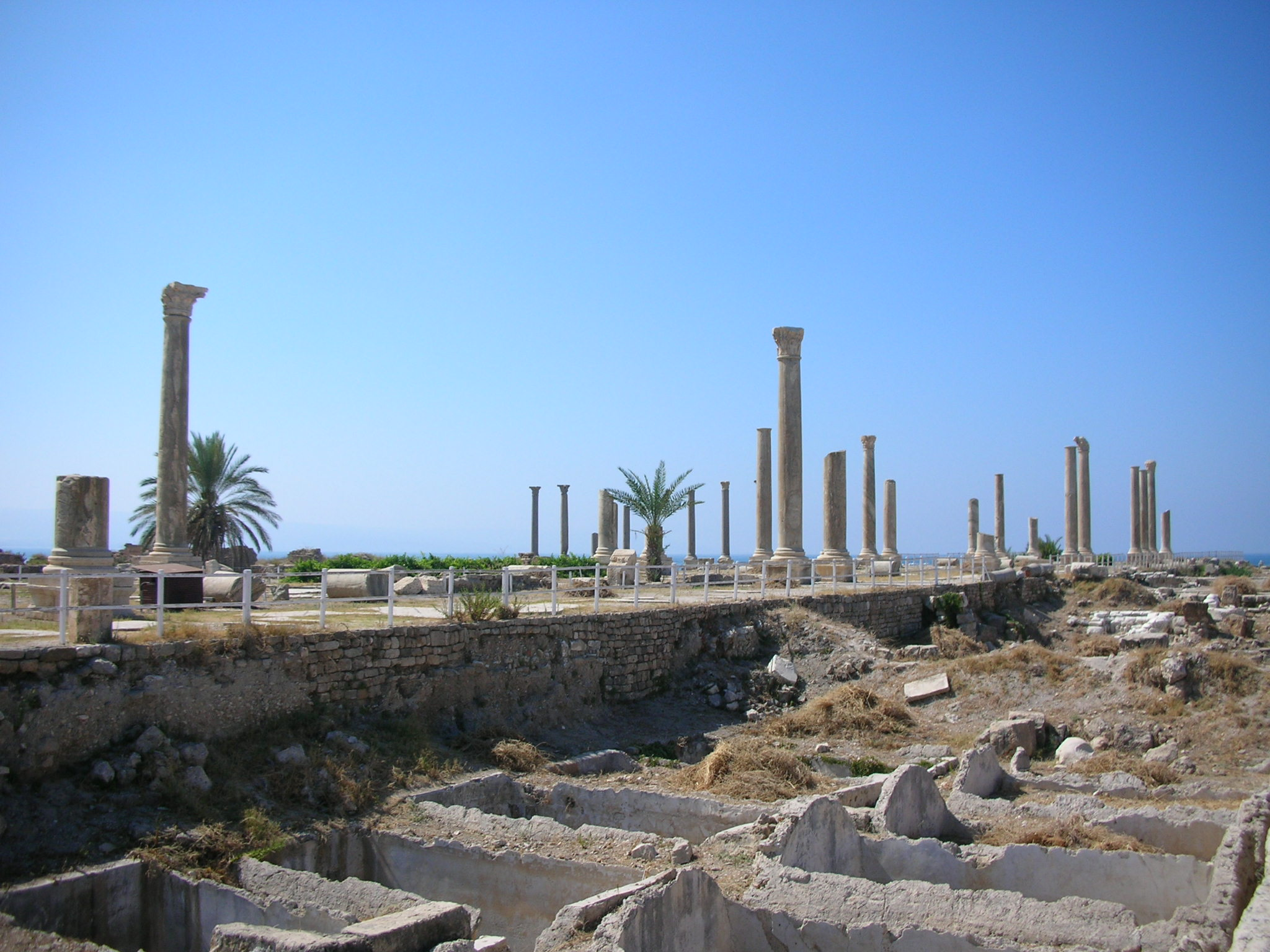
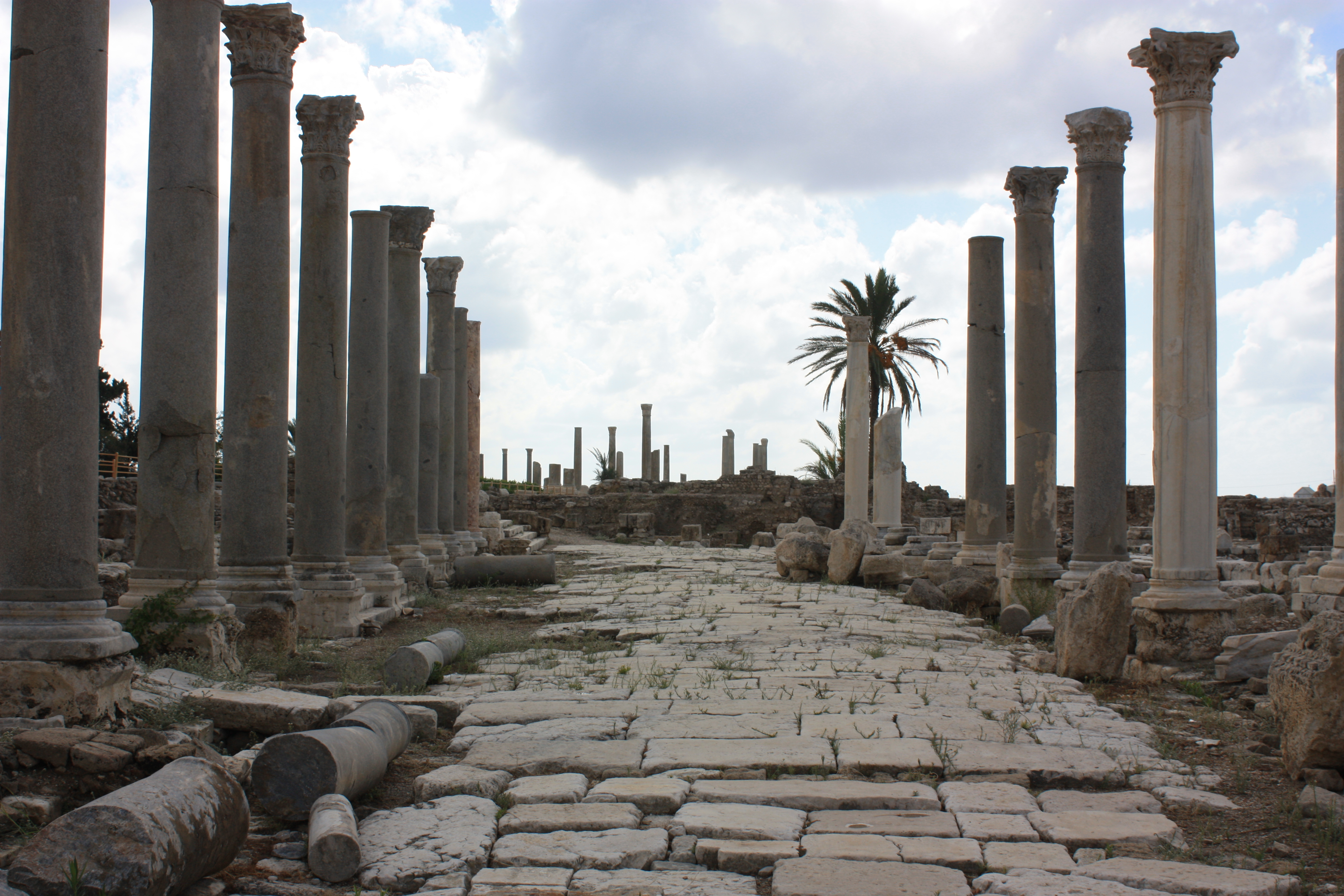
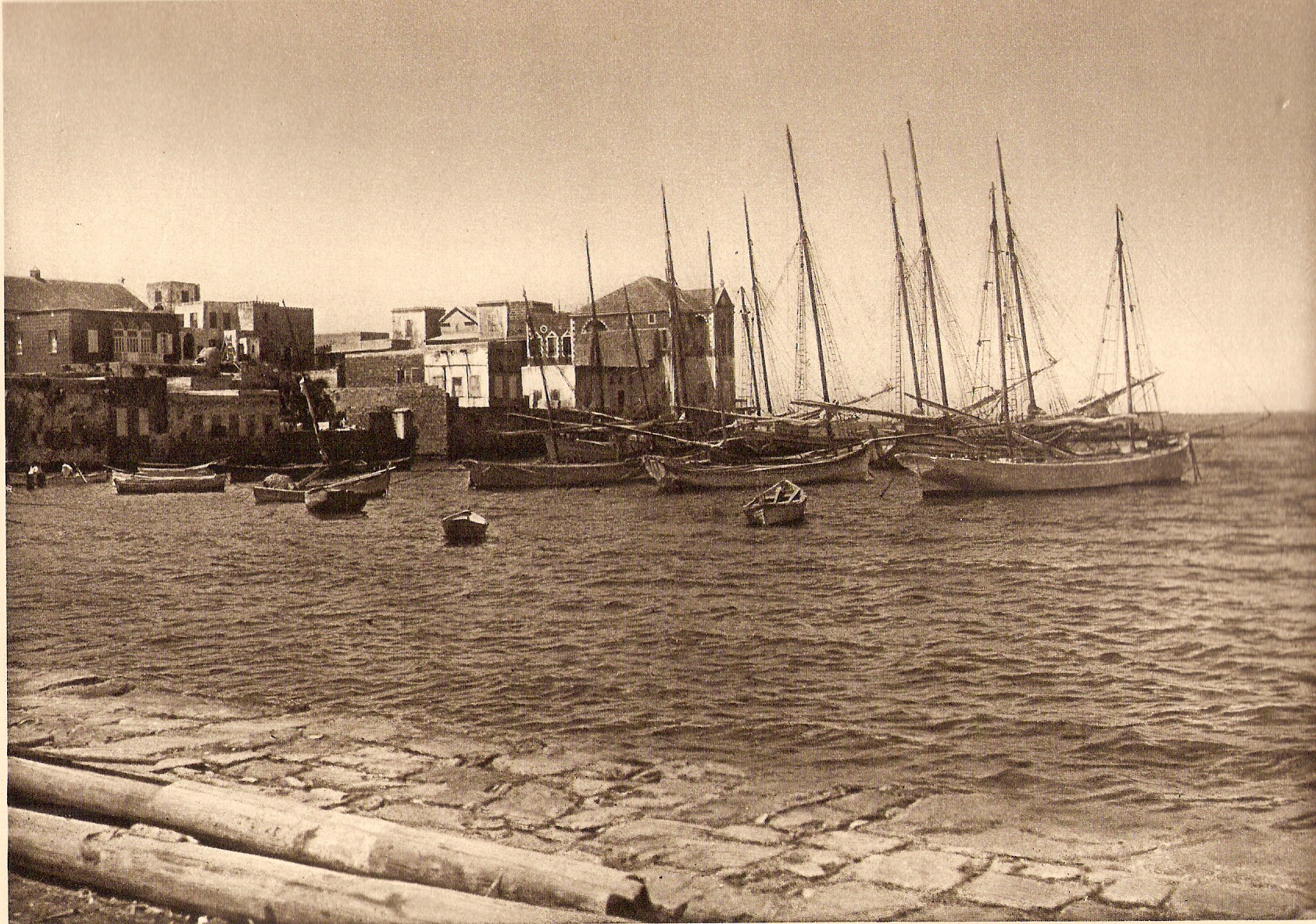
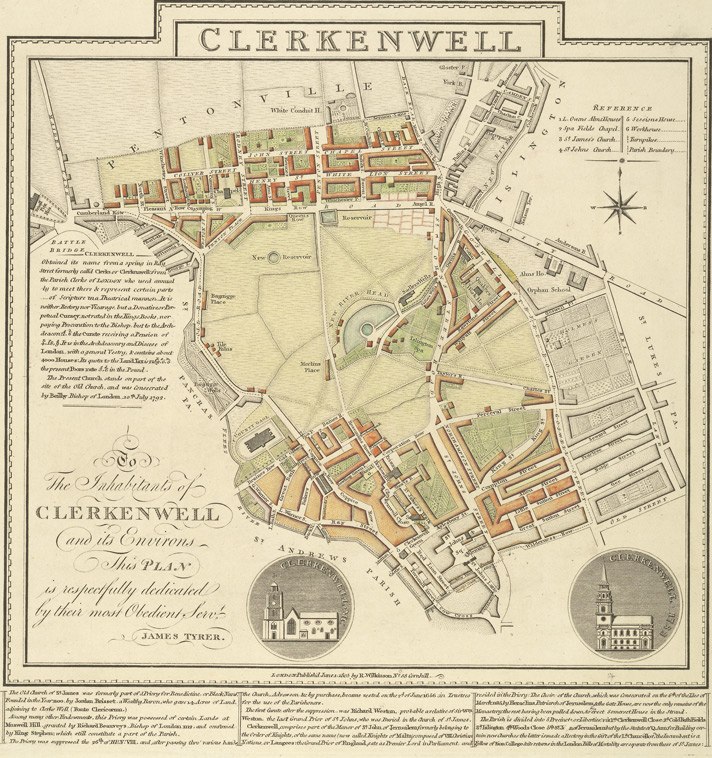
خريطة لمدينة Clerckenwell من عام 1805م
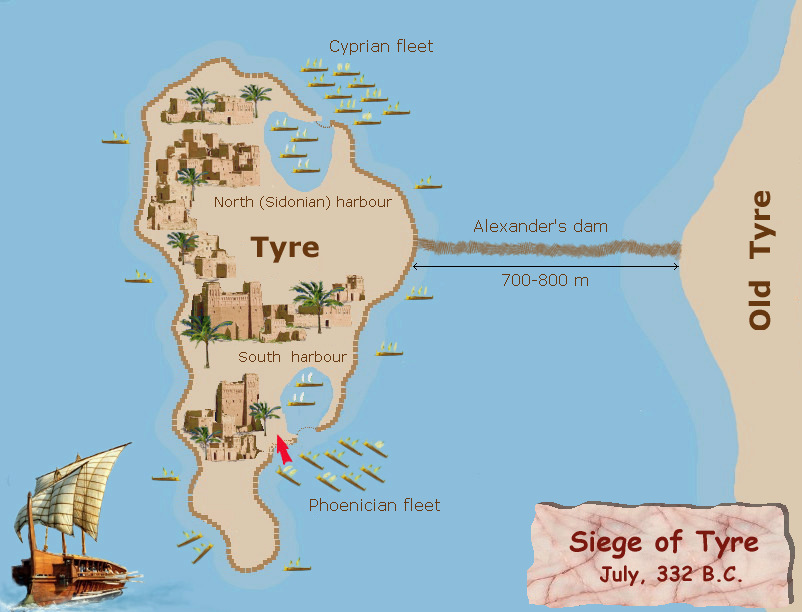
حصار الإسكندر لمدينة صور
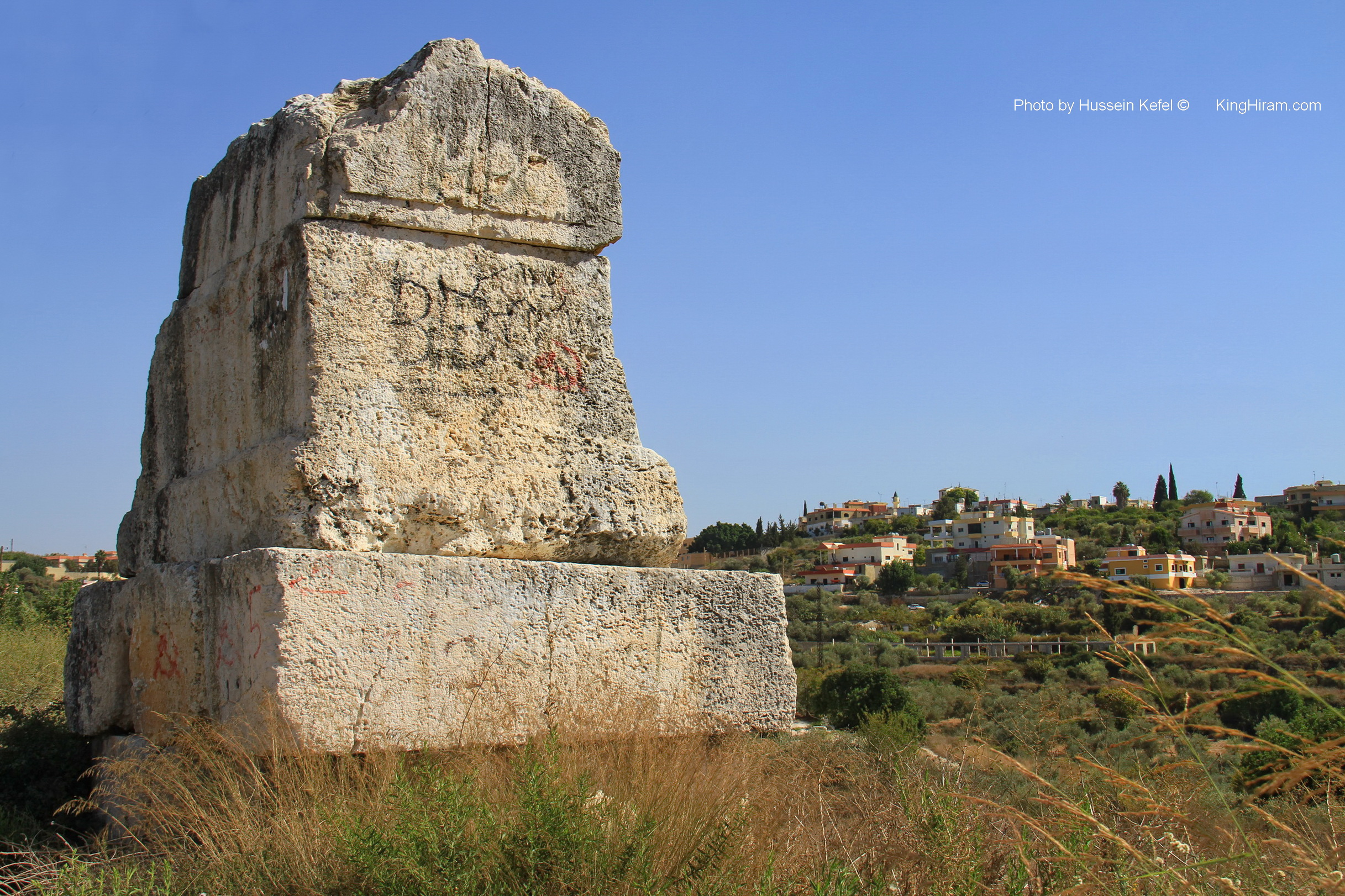
مقام للملك أحيرام ملك صور
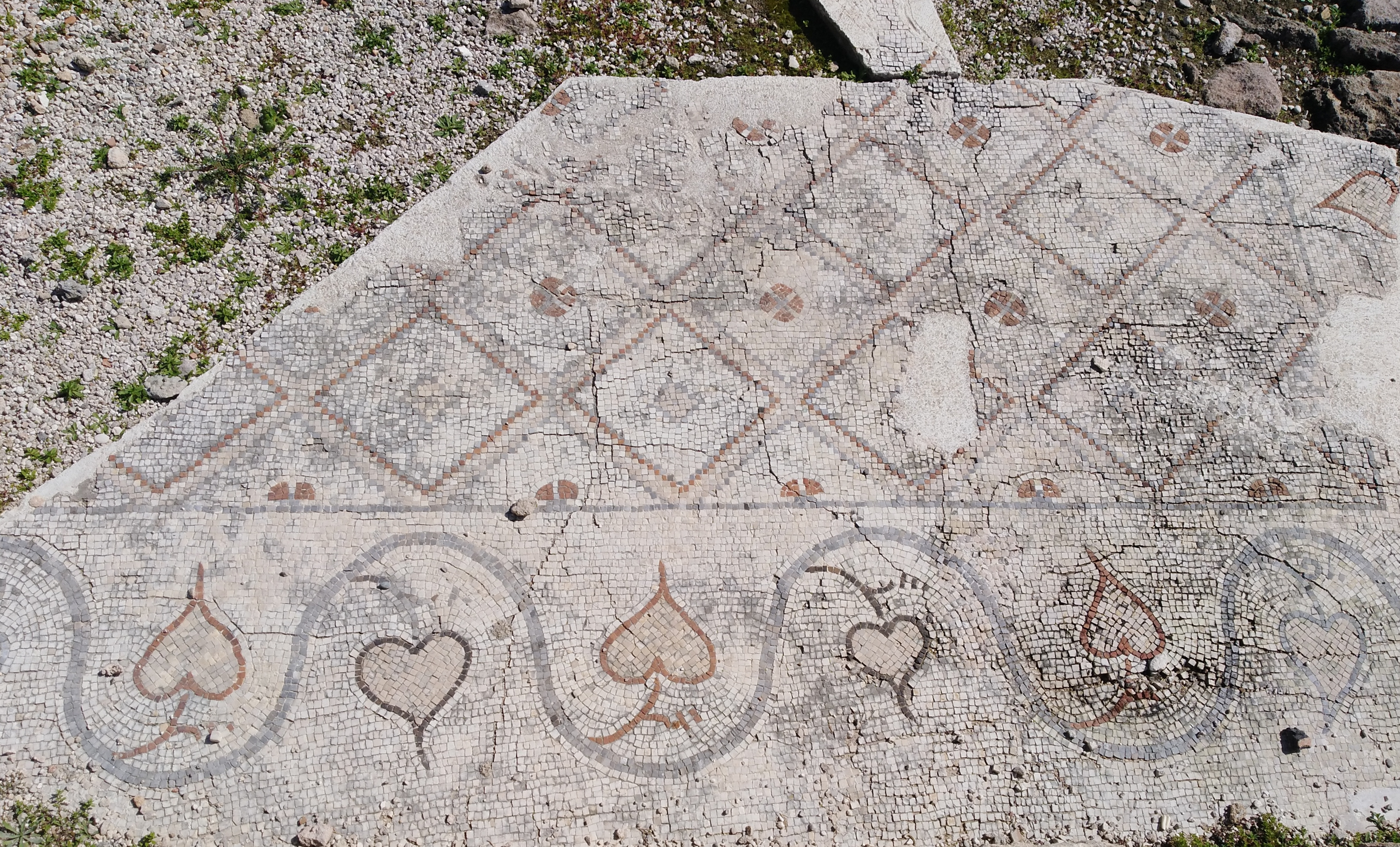
رصف فسيفسائي بيزنطي يقع في مدينة صور المدرج على قائمة التراث العالمي.
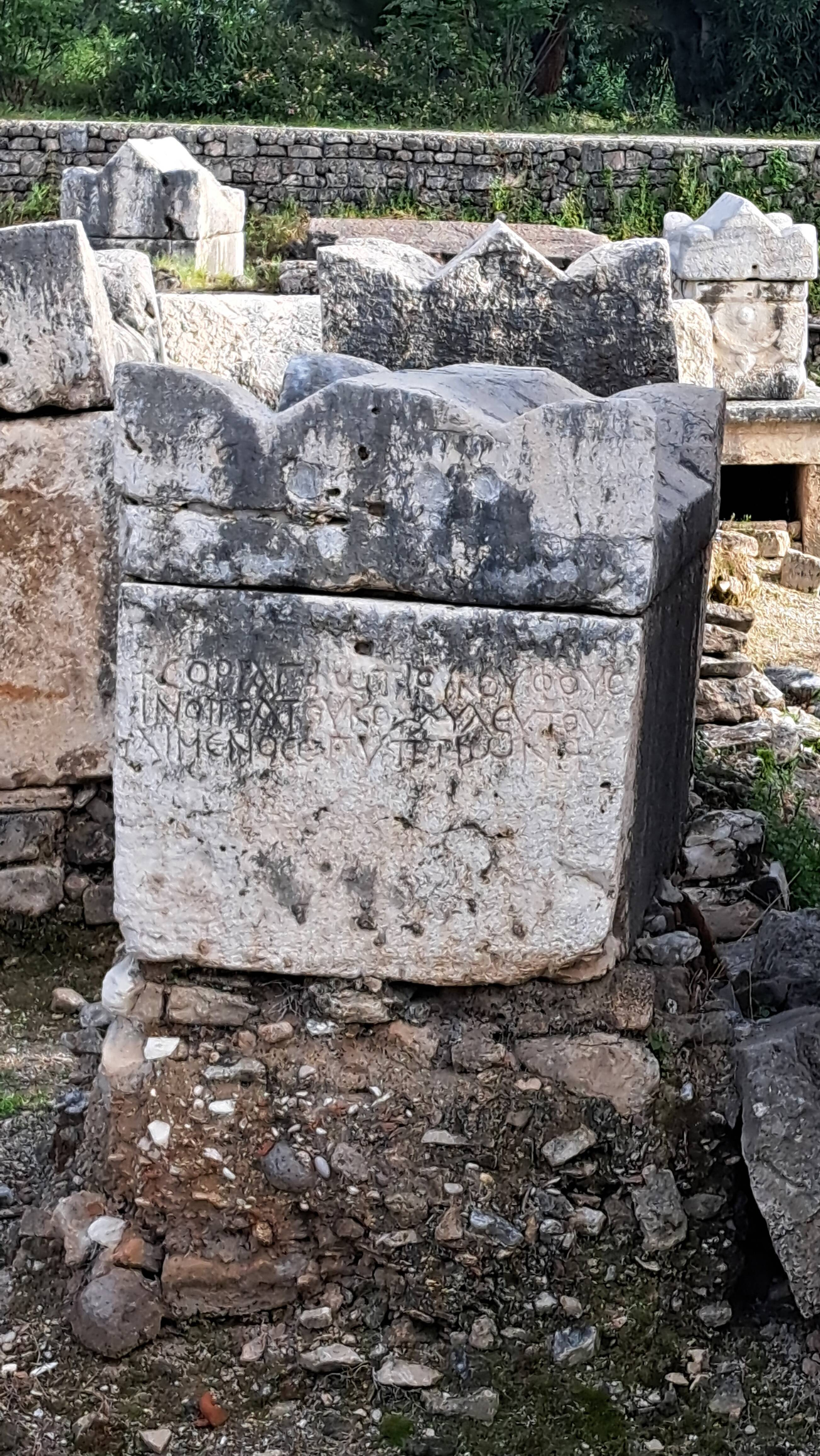
المقابر الرومانية
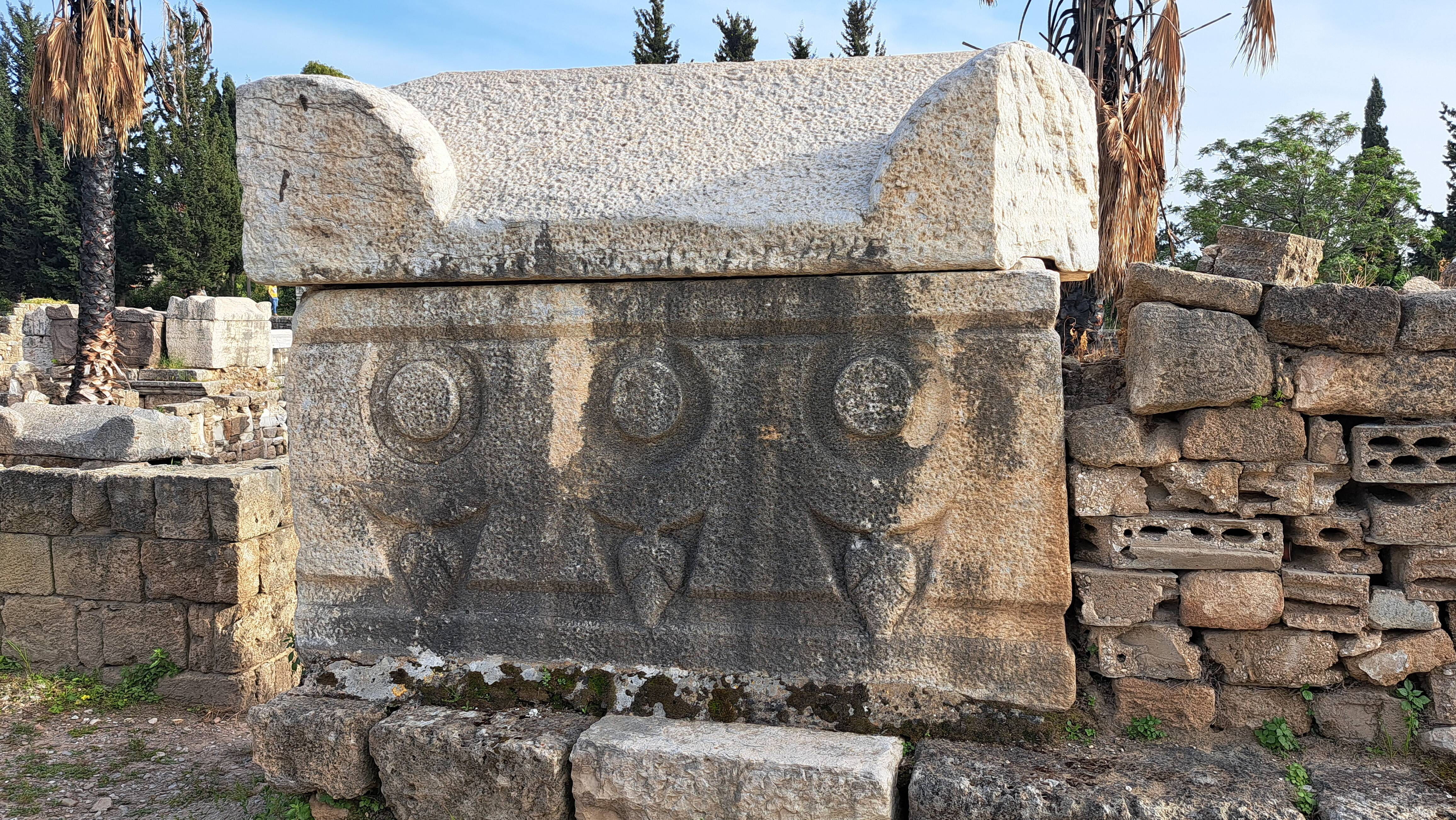
المقابر الرومانية
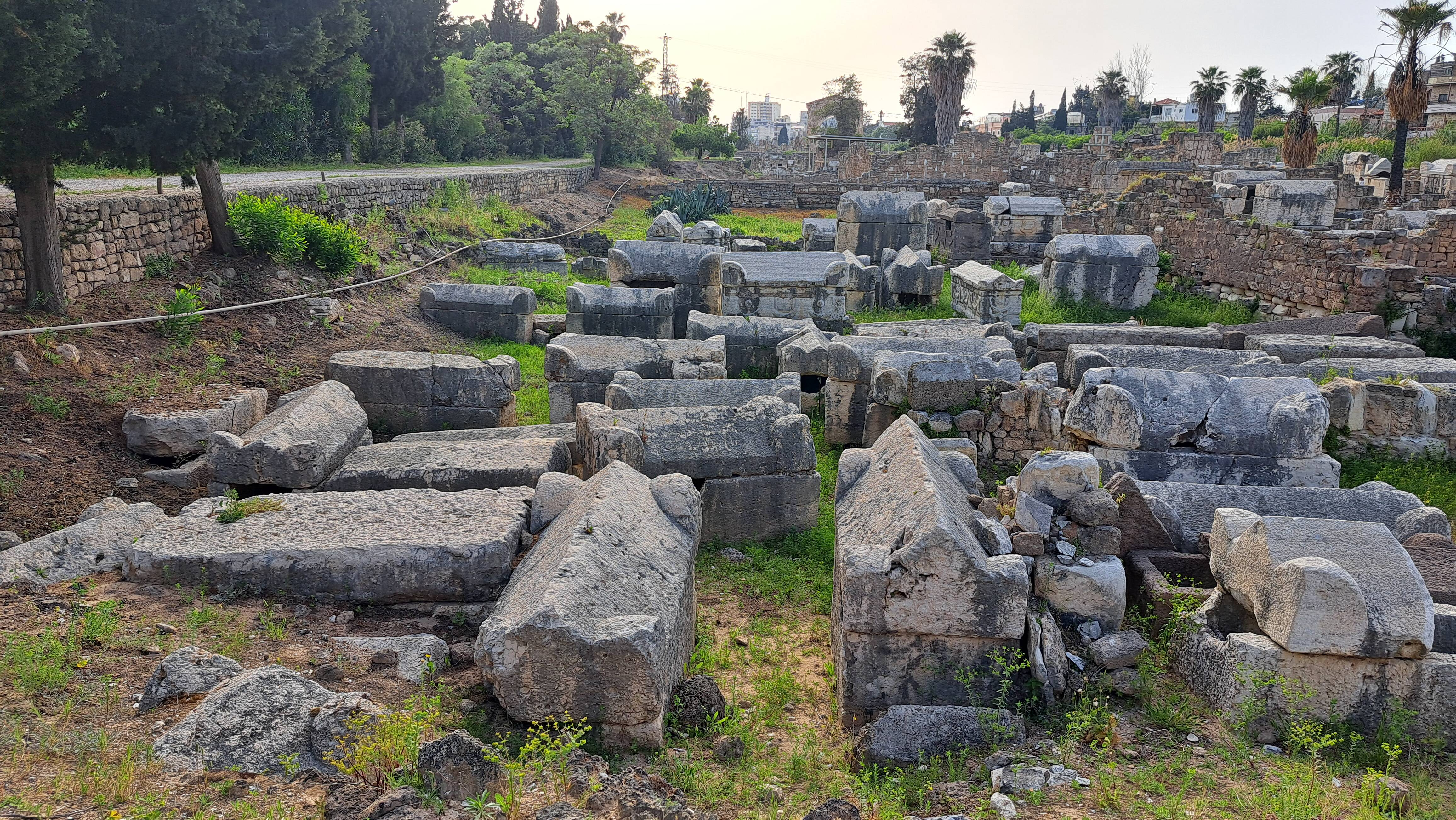
المقابر الرومانية
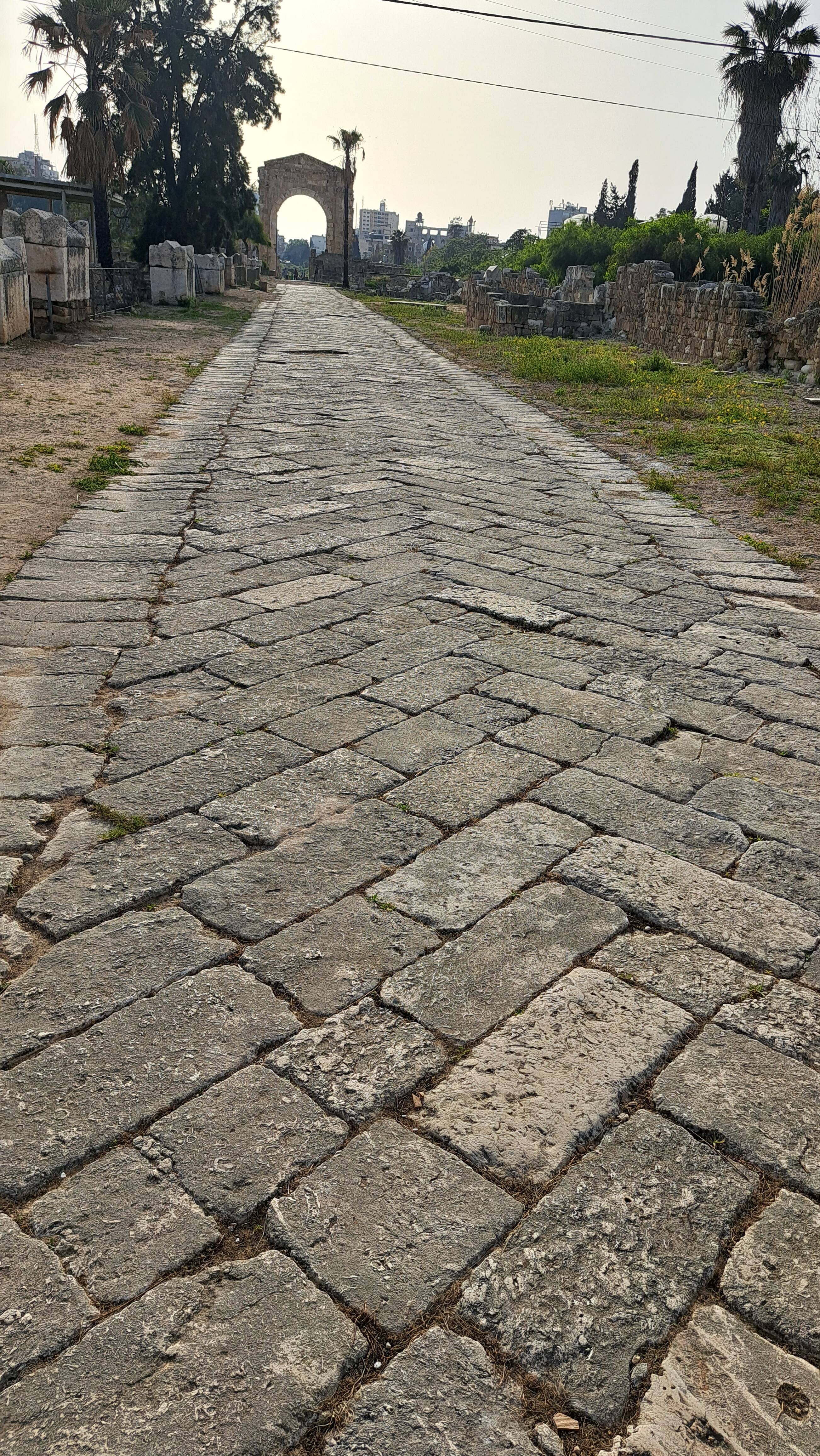
طريق قوس النصر
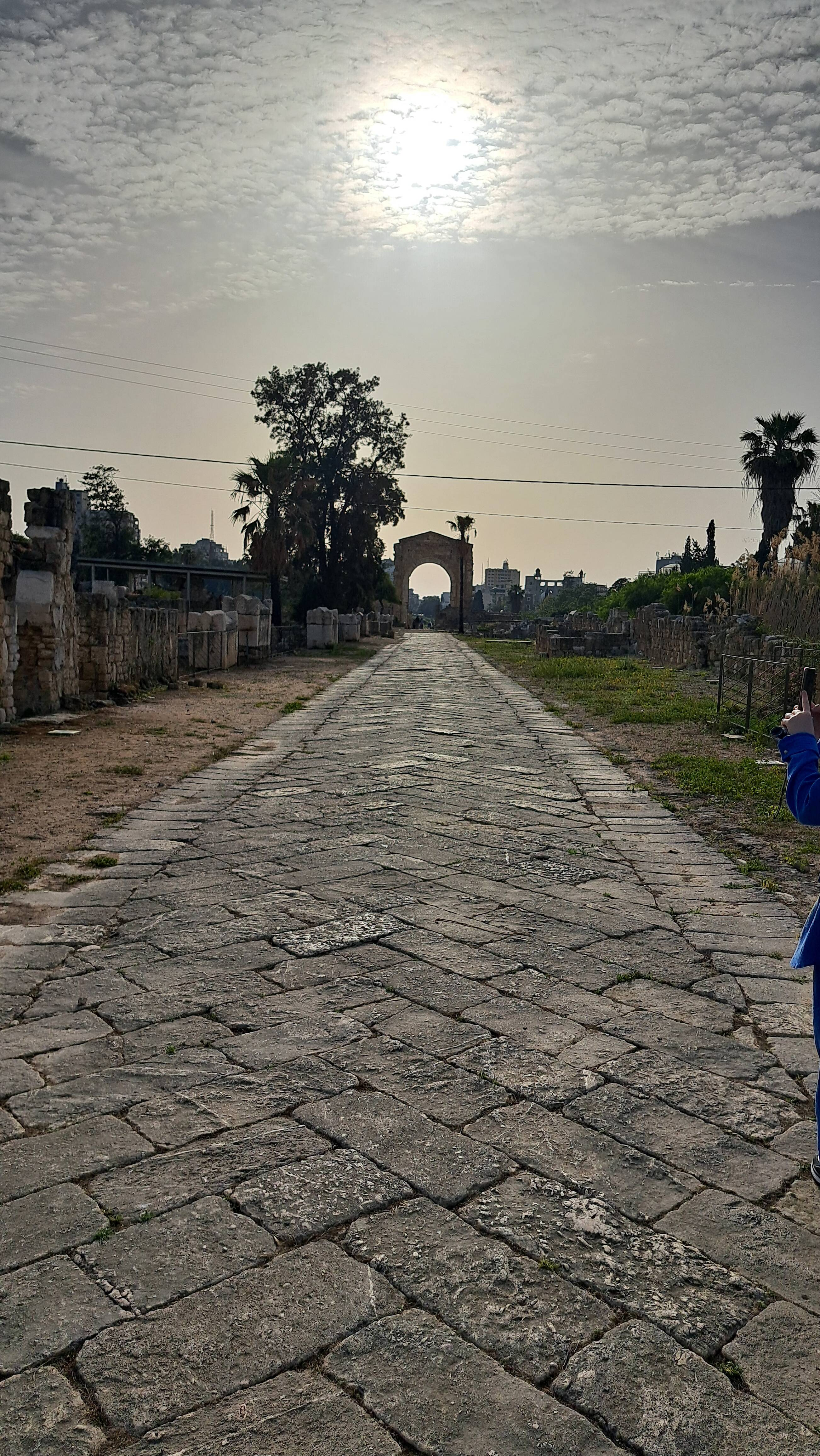
طريق قوس النصر